# Mississauga Steelheads
Mississauga Steelheads är ett kanadensiskt proffsjuniorishockeylag som är baserat i Mississauga, Ontario och har spelat i den nordamerikanska proffsjuniorligan Ontario Hockey League (OHL) sedan 2012, då laget bildades. De spelar sina hemmamatcher i Paramount Fine Foods Centre, som har en publikkapacitet på 5 800 åskådare varav 5 420 är sittplats.
De har fostrat spelare som bland annat Nathan Bastian, Trevor Carrick, Dylan DeMelo, Spencer Martin, Michael McLeod och Stuart Percy som alla har tagit sig till NHL.

## Historia
Klubben bildades redan år 1996 men då som Toronto St. Michael's Majors och var baserat i Toronto. Man valde att lägga ner laget den 15 augusti 2007 och flyttade istället till Mississauga och denna gång under namnet Mississauga St. Michael's Majors. Laget fick sitt nuvarande namn när ägaren Eugene Melnyk sålde organisation till Elliott Kerr år 2012 och har sedan dess namnet Mississauga Steelheads.

### Fotnoter
1. ↑  ”NCAA College Hockey vs. CHL Major Junior”. CollegeHockeyInc.com. Arkiverad från originalet den 29 juni 2018. https://web.archive.org/web/20180629130824/http://collegehockeyinc.com/ncaa-college-hockey-vs-chl-major-junior.php. Läst 9 juni 2020.
2. ↑  ”Paramount Fine Foods Centre”. Icehockey Fandom. https://icehockey.fandom.com/wiki/Paramount_Fine_Foods_Centre. Läst 9 juni 2020.
3. ↑  ”Mississauga Steelheads Statistics and History”. Hockeydb. https://www.hockeydb.com/stte/mississauga-steelheads-11038.html. Läst 9 juni 2020.